# 2016年巴西立鐵路事故
巴西立鐵路事故（英語：Pasir Ris rail accident）是一件發生於2016年3月22日的列車事故，事發位於新加坡地铁东西线近巴西立地鐵站（該站位於新加坡巴西立）的一個轉轍器。一列C151型列車以約60每小時（37英里每小時）的時速撞倒兩名SMRT地铁的見習路軌工人，造成二人死亡。該兩名工人於事發之時為一隊包含15名軌道人員的一部份，當時正操作一台軌道點（track point）機器。是次事故被形容為新加坡地鐵歷史上「最嚴重的列車事故」。
SMRT地鐵及SMRT管理層的一名成員被控因違反工作場所安全與健康法而發生是次事故，分別被罰款40萬及5.5萬新加坡元。負責於事發現場領導軌道組（track team）的SMRT工程師事後被SMRT地鐵解雇，並被控刑法中「過失致死罪」一罪。故此，該名工程師被判囚四星期。

## 事故詳情
事故發生2016年3月22日上午11時10分（當地時間），當時一隊共15名的軌道人員於巴西立地鐵站附近的一處軌道附近調查一宗高壓警報，而相關警報暗示附近有潛在的軌道點故障（track point fault）。該群人員成一路縱隊行進至軌道點，以便調查上述問題，並已獲得授權進入路軌。兩名身亡工人—納斯魯魯丁·馬朱穆丁（Nasrulhudin Majumudin）及穆罕默德·阿西拉夫·阿邁德·布哈里（Muhammad Asyraf Ahmad Buhari）為縱隊中的第二及第三人，當時正沿第三軌供電附近的小路步行。二人均為SMRT地鐵的實習生。有關軌道路段並沒有任何車速或ATC代碼（ATC-code）限制，亦沒有任何鐵路值班員就有工人正在軌道上工作一事警告列車車長。涉事的073/074編組列車（為一列川崎重工業C151型列車）當時正以Westinghouse ATC下的自動模式操作，並維持以60每小時（37英里每小時）行走。
兩名殉職人員、一名監督人與至少一名額外的軌道工人穿越第三軌供電設備及軌道，以便檢視訊號設備。及後隊伍中一名高級職員察覺到該列行駛中的列車，並大叫「列車來了！列車來了！」。隊員嘗試跳回軌道旁的通道以求躲避。列車車長留意到軌道工人，便採取緊急煞車。然而，該列列車仍撞倒納斯魯魯丁·馬朱穆丁及穆罕默德·阿西拉夫·阿邁德·布哈里。納斯魯魯丁·馬朱穆丁被壓在列車底下，而穆罕默德·阿西拉夫·阿邁德·布哈里則被列車衝撞。二人身受多處傷害，最終於事發現場宣告不治。介乎丹那美拉及巴西立之間的列車服務因而一度暫停2.5小時，影響1萬名乘客。

## 事故調查與跟進工作

### 對員工採取之行動
經過內部調查後，SMRT將兩名人士予以解雇，包括負責領導軌道組的工程師，以及事故現場中涉及之列車車長。有關決定在網上引起爭論，當中有新加坡人在社交媒體上質疑解雇列車車長的決定是否公平。